# 1748年の相撲
1748年の相撲（1748ねんのすもう）は、1748年の相撲関係のできごとについて述べる。

## 興行
- 8月場所（京都相撲）[1]
  - 興行場所: 二条川東上ル畑地

## その他

### 7月
- 1日（延享5年6月6日） - 水死体を指す「土左衛門」の由来となった力士・成瀬川土左衛門が逝去[2]。